# Anemopsis californica
Anemopsis californica – gatunek roślin z monotypowego rodzaju Anemopsis Hooker & Arnott Bot. Beechey Voy. 390. 1841) z rodziny saururowatych. Występuje w zachodniej części Stanów Zjednoczonych oraz w północnej części Meksyku. Wykorzystywany był przez Indian do celów leczniczych. Z walcowatych kłączy sporządzane były przez nich paciorki, zwane paciorkami Apaczów, wykorzystywane do robienia naszyjników.

## Morfologia

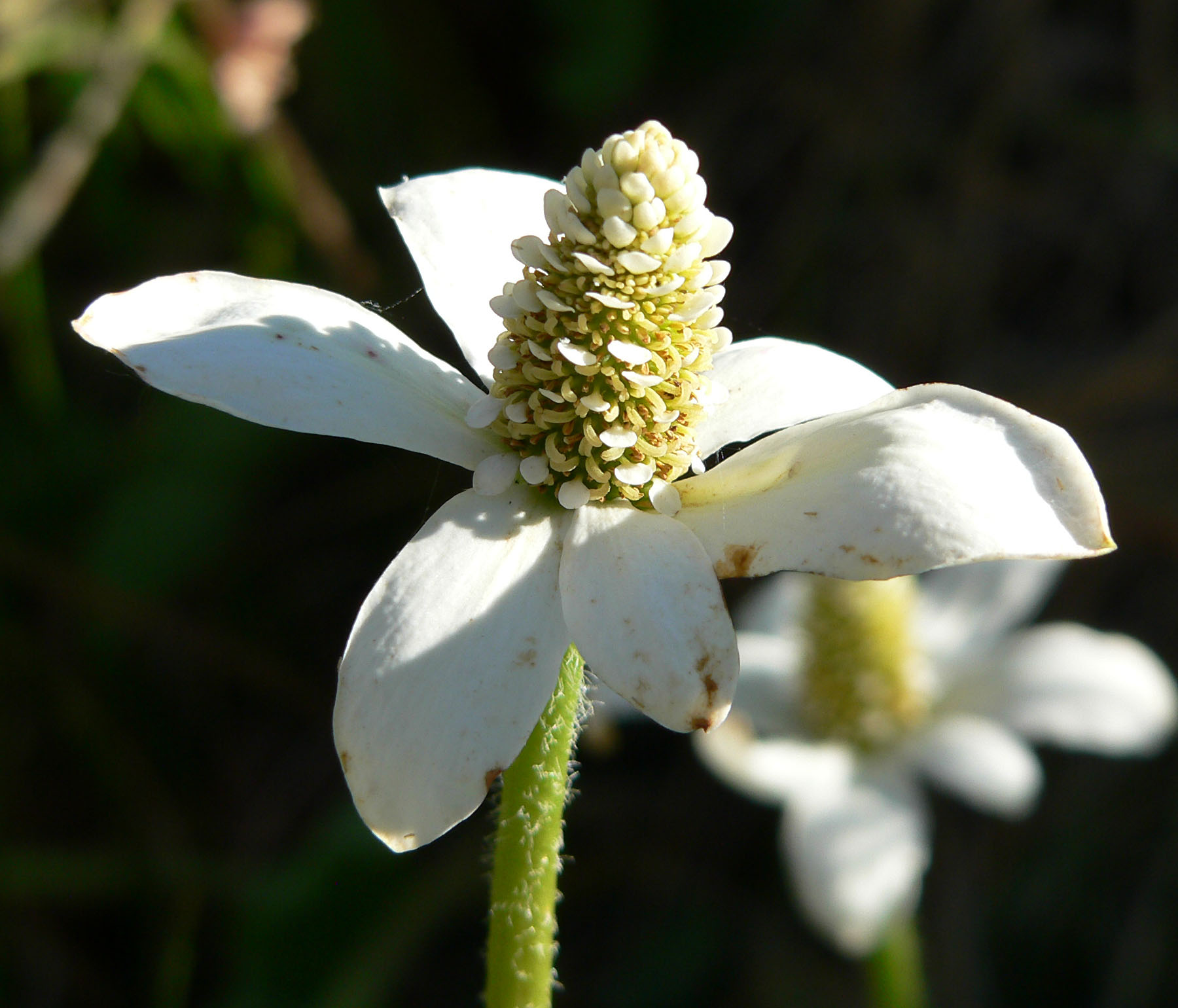
Kwiatostan

PokrójRoślina zielna o owłosionym w różnym stopniu pędzie z 1 lub 2 węzłami i liśćmi skupionymi w większości w rozecie, rozrastająca się za pomocą rozłogów.
LiścieLiście odziomkowe rosnące w rozecie są okazałe – mają eliptyczną blaszkę o długości od 5 do 60 cm osadzoną na ogonku długim na 2–40 cm. Nasada jest sercowata do zaokrąglonej, wierzchołek zaokrąglony lub zaostrzony. Liście łodygowe nieliczne, mniejsze.
KwiatyDrobne, w liczbie 75–150 zebrane są w gęste, szczytowe kłosy o długości do 4 cm. Podsadki pod kwiatostanami w liczbie 4–9, barwy białej do zaczerwienionych, okazałe – osiągają do 3,5 cm długości. Podsadki wraz z kwiatostanem tworzą pseudancjum – pozorny kwiat. Poszczególne kwiaty są pozbawione okwiatu, wsparte są białymi przysadkami. Pręcików jest 6. Słupek pojedynczy, utworzony jest z 3 owocolistków.
OwoceTorebka o długości 5–7 mm zawierająca od 18 do 40 brązowych nasion.

## Systematyka i zmienność
Pozycja systematyczna według APweb (aktualizowany system APG IV z 2016)
Jeden z 6 gatunków wyróżnianych w obrębie rodziny saururowatych (Saururaceae), która jest jedną z czterech rodzin wchodzących w skład rzędu pieprzowców, jednego z czterech w grupie magnoliowych (odpowiadającej magnoliopodobnym w systemie Ruggiero i in. z 2015).